# Гірський папуга
Гірський папу́га (Psilopsiagon) — рід папугоподібних птахів родини папугових (Psittacidae). Представники цього роду мешкають в Андах.

## Види
Виділяють вісім видів:
- Папуга буроголовий (Psilopsiagon aymara)
- Папуга гірський (Psilopsiagon aurifrons)

## Етимологія
Наукова назва роду Psilopsiagon походить від сполучення слів дав.-гр. ψιλος — голий і σιαγων — щока.